# Camping sauvage
Camping sauvage és una pel·lícula francesa dirigida per Christophe Ali i Nicolas Bonilauri, estrenada el 2005.

## Argument
Camille, una noia de 17 anys, s'allotja en un casal d'estiu amb els seus pares i el seu xicot, Fred. Tot els sembla pacífic fins a l'arribada de Blaise, un instructor de vela d'uns quaranta anys, a qui Camille s'adjuntarà ràpidament, cosa que no serà del gust dels llogaters, i menys encara dels parents.

## Repartiment
- Denis Lavant : Blaise
- Isild Le Besco : Camille
- Pascal Bongard : Eddy
- Yann Trégouët : Fred
- Emmanuelle Bercot : Florence
- Raphaëlle Misrahi : Laure
- Martine Demaret : Edwige
- Jean-Michel Guerin : Antoine
- Marcel Fix : l’avi

## Sobre la pel·lícula
- Isild Le Besco, que interpreta Camille, una noia de 17 anys, tenia 24 anys en el moment del rodatge.
- La pel·lícula es va projectar a Alemanya el 12 de febrer de 2006 com a part del Festival Internacional de Cinema de Berlín.